# Dendropemon robustus
Dendropemon robustus är en tvåhjärtbladig växtart som beskrevs av Kuijt. Dendropemon robustus ingår i släktet Dendropemon och familjen Loranthaceae. Inga underarter finns listade i Catalogue of Life.